# Vesel Demaku
Vesel Demaku (ur. 5 lutego 2000 w Baden) – austriacki piłkarz pochodzenia kosowskiego występujący na pozycji defensywnego pomocnika w austriackim klubie Sturm Graz.

## Sukcesy

### Sturm Graz
- Puchar Austrii: 2022/2023[4]